# 三得利
三得利株式会社是日本的一家以生产和销售啤酒、洋酒、软饮料为主要业务的老牌企业，總部坐落于大阪府大阪市北區堂島浜二丁目1番40号。

## 概要
公司创立于1921年，其前身是鳥井信治郎在1899年创办的鳥井商店。1921年初创立时名为寿屋，1963年正式更名为三得利。一直以来，该公司主要以威士忌（如知多和白州）、啤酒等酒精饮料为主要业务。三得利于1980年开始涉足清凉饮料行业。它经营“Pepsi Bottling Ventures”公司，从事百事品牌在美洲和日本的生产和销售。该公司是三井集团旗下的加盟企业,与住友集团维持很密切的关系。2009年4月1日，三得利对组织结构重新进行调整，按功能切割子公司，并新設「三得利控股」（日语：サントリーホールディングス株式会社）。
三得利控股旗下核心子公司“三得利食品国际”（日语：サントリー食品インターナショナル）2012年12月18日正式宣布，将在东京证券交易所挂牌上市。2013年7月3日，三得利食品國際正式上市。

### 名称由来

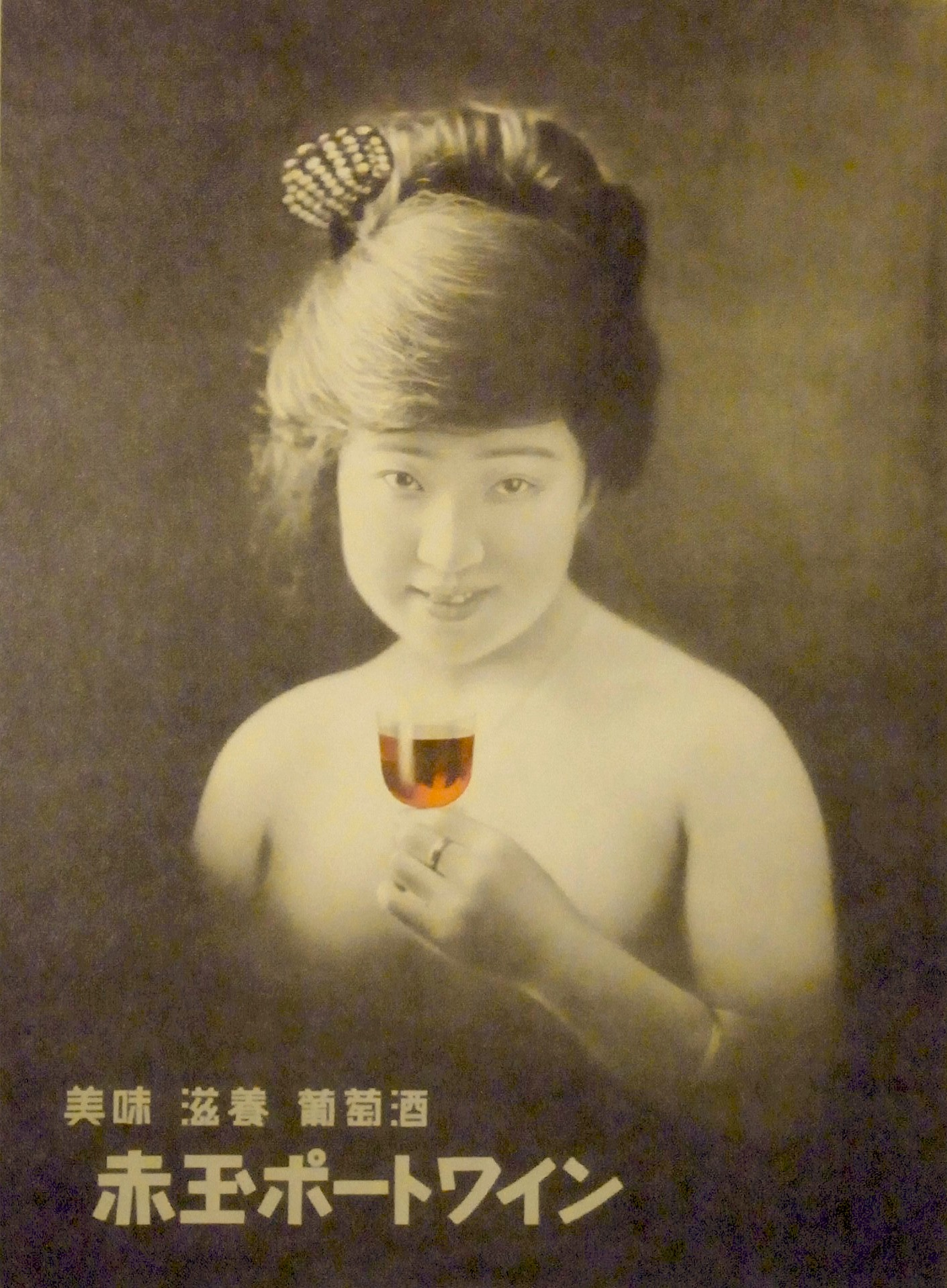
1922年开始销售的「赤玉スイートワイン」的海报

长久以来，一直有一种关于「三得利」的名称由来说法广为流传：这个名字是由创始者鳥井先生（鳥井さん）的日语读音颠倒顺序得来。但这其实是讹传，「三得利」中的（SUN）来源于当时鳥井信治郎的寿屋所贩卖的一种甜酒，赤玉紅酒中的（引申为「太阳」）二字。

### 过往的收购
1983年，（法）Chateau Lagrange。
1990年，（法）Chateaust Jean。
1990年，（新加坡）食益補太平洋有限公司（白兰氏）。
1994年，（英）Morrison Bowmore Distillers LTD.。
2008年10月24日，（新西蘭）達能6億歐元向三得利出售Frucor飲料業務（澳大利亞能量飲料的領導者和新西蘭第二大從事非酒精飲料業務的公司）。
2009年7月28日，收购冷冻食品企业巨头NICHIREI的饮料部。
2009年11月14日，斥資26億歐元（38.6億美元）收购歐洲飲料業者法奇那（Orangina Schweppes）。法奇那2008年的銷售額為22億美元。
2009年12月11日，斥資3.5億元人民币（45亿日元）收购中国最大的進口葡萄酒商ASC精品酒業的70%股權。
2012年6月5日，青島啤酒與日資三得利簽訂合作框架協議，雙方將各自在上海及江蘇省的資產和業務整合到兩家合資公司，青啤透過股權轉讓、增資等方式向「事業合資公司」注入50%股權，涉資13.36億元（人民幣，下同），三得利亦會向其增資13.52億元換取餘下50%股權；同時青啤與三得利各斥1000萬元成立「銷售合資公司」。青啤預計，完成後公司淨資產將增加2.94億元，純利增加1.67億元。2015年，青島啤酒与三得利中国签订《股权转让及商标技术使用许可框架协议》，青岛啤酒收购销售公司和事业公司各50%的股权。2016年3月，青島啤酒已完成公司股权转让的工商变更登记手续，而三得利在中国大陆开设的啤酒厂股权全部转让予青島啤酒。现中国大陆市场销售的三得利啤酒已更名为光明啤酒，其历史可追溯至1953年由华光啤酒厂生产的光明啤酒。
2013年9月9日，三得利（Suntory Beverage & Food Ltd. JP-2587）同意以約13.5億英鎊（21億美元）2106億日圓向葛蘭素史克收購葡萄適（Lucozade）和利賓納（Ribena）兩種飲料品牌。食益補太平洋公司由三得利100%擁有。
2014年1月13日，三得利飲料食品公司斥資136.2億美元現金或每股83.5美元現金，包括Beam的債務在內，此項交易價值約160億美元。全面收購美國烈酒商Beam，並創立全球第3大高級烈酒公司。
2014年3月20日，匯源果汁發布公告宣布，將以1.18億元人民幣的代價收購三得利中國旗下三得利食品公司100%股權以及三得利貿易50%的股權，根據交易備忘錄，三得利同意將以與上述股權收購價值等值的金額認購部分匯源果汁日後新發行的股份，同時有權在雙方同意時將其認購的股份出售給匯源果汁的控股股東。
2019年4月，三得利與以色列公司Drinkripples合作。

## 外部連結
- サントリー 公式サイト （页面存档备份，存于）
- サントリービール （页面存档备份，存于）
  - 文化・社会・スポーツ （页面存档备份，存于）
- サントリーフーズ （页面存档备份，存于）
- SUNTORY（サントリー）的X（前Twitter）
- SUNTORY サントリー的Facebook專頁
- SUNTORY（サントリー）的Instagram帳戶
- YouTube上的サントリー公式チャンネル （SUNTORY）頻道
- ハーゲンダッツアイスクリーム （页面存档备份，存于）